# Lamborghini 350 GT
Lamborghini 350 GT se stal prvním sériově vyráběným vozem firmy Lamborghini. Představen byl na ženevském autosalonu v roce 1964. Vozy se vyráběly od roku 1964 do roku 1968 a bylo vyrobeno pouhých 122 kusů.
Design navrhla milánská firma Carrozzeria Touring, která se nechala inspirovat závodním prototypem 350 GTV. Vyvarovala se klasických tvarů ve stylu společnosti Pininfarina a navrhla pozoruhodné linie na první pohled rychlého kupé. Přesto se zdálo, že vozu něco chybí a auto postrádalo slavnostní charakter.
Srdce vozu tvořil vidlicový dvanáctiválec se 4 vačkovými hřídeli se sklonem 60 stupňů. Motor poskytoval výkon 270 koní. Vůz dosahoval senzační maximální rychlosti 245 km/h.